# Susanne Karstedt
Susanne Karstedt (* 1949 in Lübeck) ist eine deutsche Soziologin und Kriminologin, die zuletzt als Professorin an der Griffith University im australischen Brisbane lehrte.

## Werdegang
Susanne Karstedt, Tochter von Ursula Karstedt, geborene Lebius, und Peter Karstedt, absolvierte von 1967 bis 1973 ein Studium der Soziologie an der Universität Hamburg, das sie als Diplom-Soziologin abschloss. Schon im Verlauf ihres Studiums entdeckte sie für sich hierbei die Kriminologie als Thema. Im Anschluss war sie in der Fortbildung von Sozialarbeitern und Juristen tätig und gab Kurse in Kriminologie und Sozialwissenschaften am Hanseatischen Oberlandesgericht. Ab 1975 arbeitete sie im Forschungsbereich der Personalabteilung der Deutschen Lufthansa in Köln. Von 1977 bis 1990 war sie wissenschaftliche Assistentin an der Fakultät für Soziologie der Universität Bielefeld. Dort promovierte sie 1981 mit einer Schrift über Probleme der Normgeltung bzgl. der Trunkenheitsdelikte im Straßenverkehr. Ab 1990 war sie unter anderem als Dozentin an den Universitäten Hamburg und Bielefeld und Beraterin für Kriminalprävention tätig. 2000 ging Karstedt als Professorin an die Keele University. Seit 2009 war sie Professorin an der University of Leeds und seit 2015 lehrt sie an der Griffith University in Brisbane.
2005 erhielt Karstedt den Christa-Hoffmann-Riehm Preis der Vereinigung für Rechtssoziologie, 2006 den Preis der International Society of Criminology und 2007 den Thorsten Sellin and Sheldon and Eleanor Glueck Award der American Society of Criminology.
Ihre Arbeitsschwerpunkte sind die Vergleichende Kriminologie, Alltags- und Mittelschichtskriminalität, die Nürnberger Prozesse, die deutsche Nachkriegsgesellschaft sowie Studien zum Völkermord.

## Schriften (Auswahl)
- Normbindung und Sanktionsdrohung: eine Untersuchung zur Wirksamkeit von Gesetzen am Beispiel der Alkoholdelinquenz im Strassenverkehr. Lang, Frankfurt am Main 1993, ISBN 3-8204-8148-6 (zugleich Dissertation, Universität Bielfeld 1981).
- Soziale Ausschließung – Stadtreportagen aus Bielefeld. Universität Bielefeld, Bielefeld 2000.
- Kriminalität der Mächtigen – Kriminalität der Macht, in: Prittwitz, C. u. a. (Hrsg.): Kriminalität der Mächtigen, Nomos, Baden-Baden 2008. ISBN 978-3-8329-4053-9.
- Hg. mit Kai Bussmann: Social dynamics of crime and control. New theories for a world in transition. Hart, Oxford/ Portland (Oregon) 2000, ISBN 1-84113-143-1.
- Hg.: Legal Institutions and Collective Memories, Hart, Oxford/ Portland (Oregon) 2009, ISBN 978-1-84113-327-0.
- Hg. mit  David Gadd und Steven Messner: The Sage handbook of criminological research methods. Sage Publications, Los Angeles 2012, ISBN 978-1-84920-175-9.

## Einzelbelege
1. ↑  Walter Habel (Hrsg.): Wer ist wer? Das deutsche Who’s who. 24. Ausgabe. Schmidt-Römhild, Lübeck 1985, ISBN 3-7950-2005-0, S. 610.
2. ↑  www.hamburg.de
3. ↑  vgl. die Ausführungen auf ihrer Personenseite der Griffith University
4. ↑  Susanne Karstedt. Griffith University, abgerufen am 17. November 2023.

| Personendaten    | Personendaten                        |
| ---------------- | ------------------------------------ |
| NAME             | Karstedt, Susanne                    |
| ALTERNATIVNAMEN  | Karstedt-Henke, Susanne              |
| KURZBESCHREIBUNG | deutsche Soziologin und Kriminologin |
| GEBURTSDATUM     | 1949                                 |
| GEBURTSORT       | Lübeck                               |